# 안티오키아주머니날개박쥐
안티오키아주머니날개박쥐(Saccopteryx antioquensis)는 대꼬리박쥐과에 속하는 박쥐의 일종이다. 콜롬비아에서 발견된다.

## 특징
작은 박쥐로 몸통 길이가 40~44mm이고 전완장이 36.2~38mm, 꼬리 길이가 10~12mm이다. 발 길이는 7~8mm이고 귀 길이는 11~13mm, 몸무게는 최대 5g이다. 털은 길고 무성하며 양털처럼 부드럽다. 등 쪽은 거무스레한 갈색 또는 황갈색이지만 배 쪽은 좀더 밝은 색을 띤다. 주둥이는 뾰족하다.

## 생태
교회 안쪽 벽에서 포획한 표본만이 알려져 있다. 먹이는 곤충이다.

## 분포 및 서식지
콜롬비아 북동부 지역의 안티오키아주에서만 알려져 있다. 해발 650m와 1,200m 사이의 열대 습윤 숲에서 서식한다.